# Anourosorex schmidi
Anourosorex schmidi е вид бозайник от семейство Земеровкови (Soricidae).

## Разпространение
Видът е разпространен в Бутан и Индия.